# Фунес
Фунес (итал. Funes) је насеље у Италији у округу Болцано, региону Трентино-Јужни Тирол.
Према процени из 2011. у насељу је живело 2379 становника. Насеље се налази на надморској висини од 1136 м.

## Становништво
Према резултатима пописа становништва 2011. у општини је живело 2.571 становника.
| 1931. | 1936. | 1951. | 1961. | 1971. | 1981. | 1991. | 2001. | 2011. |
| ----- | ----- | ----- | ----- | ----- | ----- | ----- | ----- | ----- |
| 1.765 | 1.979 | 1.911 | 2.050 | 2.167 | 2.242 | 2.309 | 2.379 | 2.571 |